# Ulica Jana Kochanowskiego w Katowicach

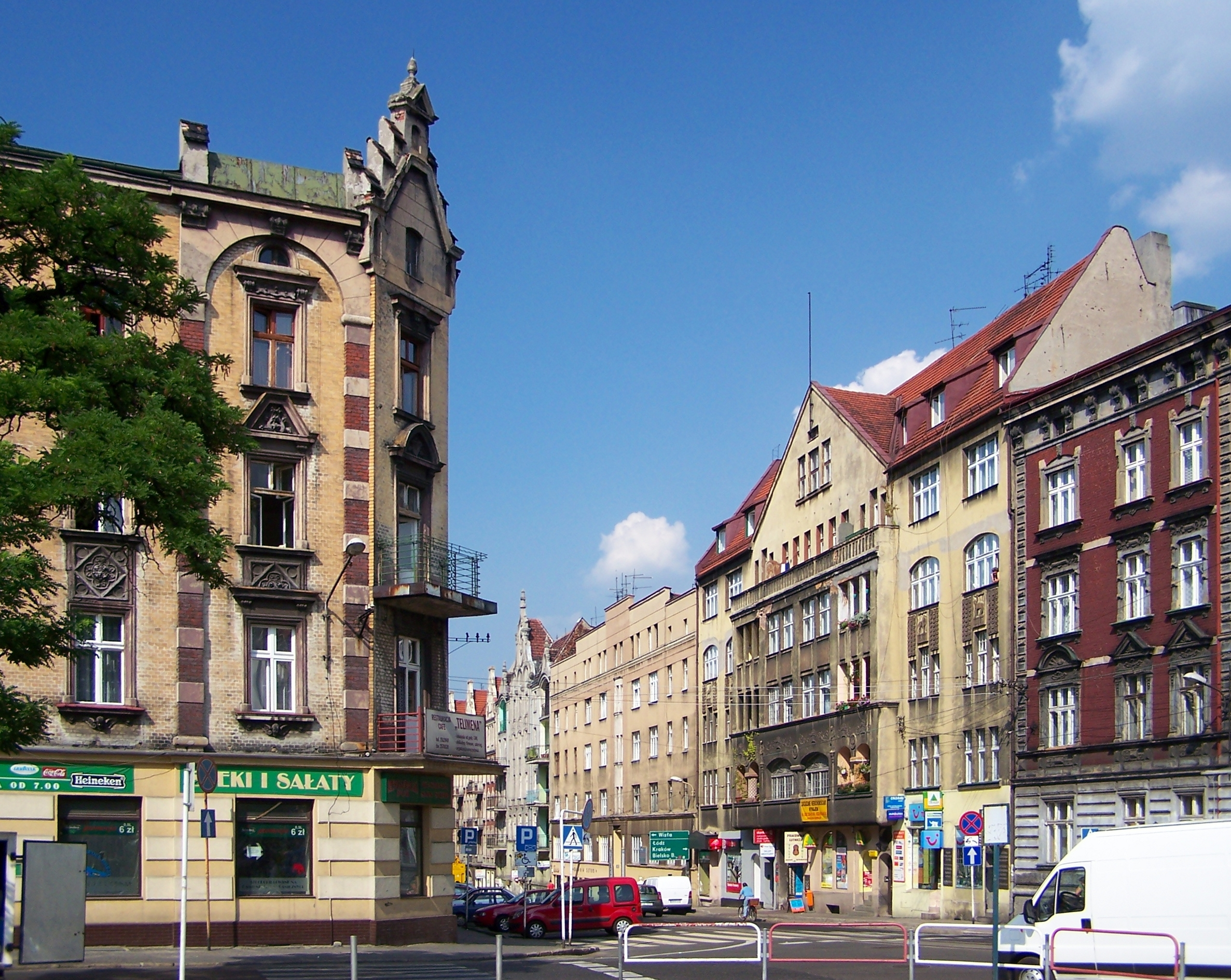
ul. J. Kochanowskiego (widok od strony placu Karola Miarki)

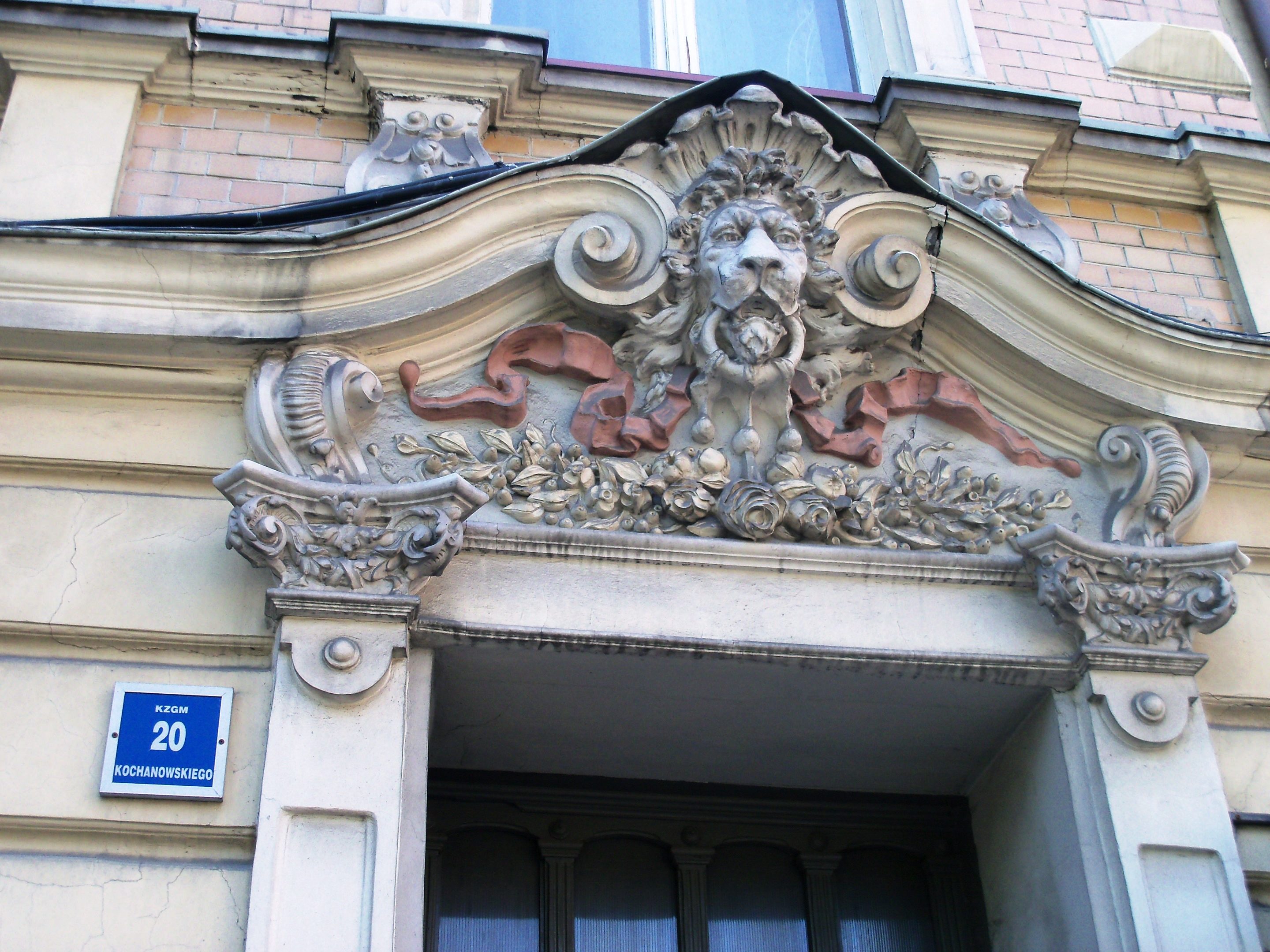
detal architektoniczny na fasadzie kamienicy przy ul. Kochanowskiego 20

Ulica Jana Kochanowskiego w Katowicach – jedna z ulic w katowickiej dzielnicy Śródmieście. Ulica rozpoczyna swój bieg od skrzyżowania z ulicą Tadeusza Kościuszki i ulicą Wojewódzką. Następnie krzyżuje się z ul. Stefana Batorego i ul. Jagiellońską. Kończy swój bieg przy ulicy Wita Stwosza w rejonie placu Karola Miarki.

## Opis
Do końca XIX wieku pomiędzy ulicą Wita Stwosza a ulicą Jana Kochanowskiego znajdowała się skotnica – teren pastwiskowy. W dwudziestoleciu międzywojennym pod numerem 8/10 funkcjonował oddział Akwizgrańsko-Monachijskiego Towarzystwa Ubezpieczeń. Pod numerem 10 istniało także biuro wynajmu filmów "Metro Goldwyn Mayer".
Przy ul. Jana Kochanowskiego znajdują się następujące historyczne obiekty:
- kamienica mieszkalno-handlowa (ul. J. Kochanowskiego 2), wpisana do rejestru zabytków 28 września 1994 (nr. rej.: A/1546/94[5]). Została wzniesiona w latach 1896–1906 według projektu Paula Frantziocha w stylu eklektycznym z elementami secesji i neogotyku[6]. W 1924 r. mieścił się w niej skład hurtowy alkoholi B. Wilczka.[7]

- historyczny budynek hotelu "Polonia" (ul. J. Kochanowskiego 3)[8];
- kamienica mieszkalna (ul. J. Kochanowskiego 4)[8];
- kamienica mieszkalna z oficyną (ul. J. Kochanowskiego 5)[8];
- kamienica mieszkalna (ul. J. Kochanowskiego 6)[8];
- kamienica mieszkalna (ul. J. Kochanowskiego 7/9)[8];
- kamienica mieszkalna (ul. J. Kochanowskiego 8/10)[8];
- kamienica mieszkalna (ul. J. Kochanowskiego 11)[8];
- kamienica mieszkalno-handlowa (ul. J. Kochanowskiego 12/12a), wpisana do rejestru zabytków 30 listopada 2015 roku (nr. rej.: A/463/15); wzniesiona w latach 1913–1915 w stylu modernistycznym z elementami secesji i art déco[9];
- kamienica mieszkalna (ul. J. Kochanowskiego 13, róg z pl. K. Miarki)[8];
- kamienica mieszkalna (ul. J. Kochanowskiego 14)[8];
- kamienica mieszkalna (ul. J. Kochanowskiego 16)[8];

- narożna kamienica mieszkalna (ul. J. Kochanowskiego 18, ul. Jagiellońska 2)[8].

Przy ulicy Jana Kochanowskiego swoją siedzibę mają, bądź miały: Galeria Sztuki Współczesnej Parnas (działająca od 1993), agencje reklamowe, przedsiębiorstwa wielobranżowe, biura architektoniczne, wydawnictwo "Business Media Group", Komunalny Zakład Gospodarki Mieszkaniowej – Oddział Eksploatacji Budynków nr 17, Urząd Pocztowy nr 7, Hotel Polonia Katowice (obecnie akademik).
W okresie Rzeszy Niemieckiej (do 1922) ulica nosiła nazwę Sachsstraße (na cześć serologa Hans Sachs) zaś w okresie niemieckiej okupacji Polski w latach 1939–1945 ulica nosiła nazwę Eichendorffstraße (na cześć niemieckiego poety Josepha von Eichendorffa). W latach międzywojennych pod numerem 12 istniał skład wódek i likierów Wawel Józefa Pissarka.
Ulicą na całej swojej długości kursują autobusy oraz tramwaje na zlecenie Zarządu Transportu Metropolitalnego (ZTM).